# Enrico IX di Waldeck
Enrico IX di Waldeck (10 dicembre 1531 – 3 ottobre 1577) era il quarto figlio maschio del conte Filippo IV di Waldeck e della sua prima moglie, Margherita della Frisia orientale (1500–1537). Nel 1577 fu conte regnante di Waldeck-Wildungen per quattro mesi.

## Vita
Il 7 giugno 1577, successe al fratello Daniele (1530–1577), senza figli, come conte di Waldeck-Wildungen. Era il settimo conte regnante di nome Enrico. Tuttavia, i due precedenti membri non regnanti del casato di Waldeck sono generalmente chiamati Enrico II ed Enrico III, ed il soggetto di questa voce è comunemente noto come Enrico IX. Ciononostante, alcune fonti lo citano come Enrico VII.
Dal 1562 al 1563, combatté per il lato protestante nella prima guerra ugonotta in Francia. Dopo il suo ritorno, sposò il 19 dicembre 1563 a Korbach Anna of Viermund-Nordenbeck (1538–1599), che portò la signoria di Nordenbeck in dote.  Il matrimonio rimase senza figli
I cuginastri di Anna non la riconobbero come erede di Nordenbeck. Invasero la signoria ed occuparono il castello di Nordenbeck Castle. A causa della mancanza di fondi, Enrico IX non poté rispondere immediatamente. Quando era pronto a marciare con le sue truppe a Nordenbeck, il suo cavallo ebbe un improvviso attacco di panico, che lo uccise sotto gli occhi di sua moglie. Anna citò in giudizio i suoi cuginastri al Tribunale della Camera imperiale, che si espresse in suo favore nel 1580.
Enrico fu succeduto come conte di Waldeck-Wildungen da suo nipote Gundicaro (29 giugno 1557–23 maggio 1585), figlio di suo fratello Samuele, che era morto nel 1570.

## Ascendenza
|                                   |                                 |                                 | Genitori                 |  |  | Nonni |  |  | Bisnonni                            |  |  | Trisnonni            |  |
|                                   |                                 |                                 |                          |  |  |       |  |  | Filippo I, conte di Waldeck-Waldeck |  |  | Volrado I di Waldeck |  |
|                                   |                                 |                                 |                          |  |  |       |  |  | Filippo I, conte di Waldeck-Waldeck |  |  | Volrado I di Waldeck |  |
|                                   |                                 | Barbara di Wertheim             |                          |  |  |       |  |  | Filippo I, conte di Waldeck-Waldeck |  |  |                      |  |
| Enrico VIII di Waldeck            |                                 |                                 |                          |  |  |       |  |  | Filippo I, conte di Waldeck-Waldeck |  |  |                      |  |
|                                   |                                 | Giovanna di Nassau-Dillenburg   | Giovanni IV di Nassau    |  |  |       |  |  |                                     |  |  |                      |  |
|                                   |                                 | Giovanna di Nassau-Dillenburg   | Giovanni IV di Nassau    |  |  |       |  |  |                                     |  |  |                      |  |
|                                   |                                 | Giovanna di Nassau-Dillenburg   | Maria di Loon-Dillenburg |  |  |       |  |  |                                     |  |  |                      |  |
| Filippo IV di Waldeck             |                                 | Giovanna di Nassau-Dillenburg   |                          |  |  |       |  |  |                                     |  |  |                      |  |
|                                   |                                 | Guglielmo II, signore di Runkel | …                        |  |  |       |  |  |                                     |  |  |                      |  |
|                                   |                                 | Guglielmo II, signore di Runkel | …                        |  |  |       |  |  |                                     |  |  |                      |  |
|                                   |                                 | Guglielmo II, signore di Runkel | …                        |  |  |       |  |  |                                     |  |  |                      |  |
| Anastasia di Runkel               |                                 | Guglielmo II, signore di Runkel |                          |  |  |       |  |  |                                     |  |  |                      |  |
|                                   |                                 | Ermengarda di Rollingen         | …                        |  |  |       |  |  |                                     |  |  |                      |  |
|                                   |                                 | Ermengarda di Rollingen         | …                        |  |  |       |  |  |                                     |  |  |                      |  |
|                                   |                                 | Ermengarda di Rollingen         | …                        |  |  |       |  |  |                                     |  |  |                      |  |
| Enrico IX di Waldeck              |                                 | Ermengarda di Rollingen         |                          |  |  |       |  |  |                                     |  |  |                      |  |
|                                   | Ulrico I della Frisia orientale | Enno Edzardisna                 |                          |  |  |       |  |  |                                     |  |  |                      |  |
|                                   | Ulrico I della Frisia orientale | Enno Edzardisna                 |                          |  |  |       |  |  |                                     |  |  |                      |  |
|                                   | Ulrico I della Frisia orientale | Gela di Manslagt                |                          |  |  |       |  |  |                                     |  |  |                      |  |
| Edzardo I della Frisia orientale  | Ulrico I della Frisia orientale |                                 |                          |  |  |       |  |  |                                     |  |  |                      |  |
|                                   |                                 | Theda Ukena                     | Udo Fockena              |  |  |       |  |  |                                     |  |  |                      |  |
|                                   |                                 | Theda Ukena                     | Udo Fockena              |  |  |       |  |  |                                     |  |  |                      |  |
|                                   |                                 | Theda Ukena                     | Attena von Dornum Hebe   |  |  |       |  |  |                                     |  |  |                      |  |
| Margherita della Frisia orientale |                                 | Theda Ukena                     |                          |  |  |       |  |  |                                     |  |  |                      |  |
|                                   |                                 | …                               | …                        |  |  |       |  |  |                                     |  |  |                      |  |
|                                   |                                 | …                               | …                        |  |  |       |  |  |                                     |  |  |                      |  |
|                                   |                                 | …                               | …                        |  |  |       |  |  |                                     |  |  |                      |  |
| Elisabetta di Rietberg            |                                 | …                               |                          |  |  |       |  |  |                                     |  |  |                      |  |
|                                   |                                 | …                               | …                        |  |  |       |  |  |                                     |  |  |                      |  |
|                                   |                                 | …                               | …                        |  |  |       |  |  |                                     |  |  |                      |  |
|                                   |                                 | …                               | …                        |  |  |       |  |  |                                     |  |  |                      |  |
|                                   |                                 | …                               |                          |  |  |       |  |  |                                     |  |  |                      |  |